# Eurata famatina
Eurata famatina är en fjärilsart som beskrevs av Orfila 1931. Eurata famatina ingår i släktet Eurata och familjen björnspinnare. Inga underarter finns listade i Catalogue of Life.